# Juncus fugongensis
Juncus fugongensis là một loài thực vật có hoa trong họ Juncaceae. Loài này được S.Y.Bao mô tả khoa học đầu tiên năm 2003.